# Effigy of the Forgotten
Effigy of the Forgotten è il primo album in studio del gruppo musicale death metal statunitense
Suffocation, pubblicato nel 1991 dalla Roadrunner Records.

## Il disco
Infecting the Crypts, Mass Obliteration e Jesus Wept (già presenti nell'EP Human Waste) sono state registrate nuovamente, così come Involuntary Slaughter: precedentemente apparsa nel demo Reincremated. L'album è seminale per la scena death metal del tempo: si tratta di uno tra i primi dischi brutal death metal. L'integrazione tra le prime influenze death metal, i ritmi forsennati e la ricercatezza tecnica sfocia in variegati e potenti groove di batteria (molto usati i blast beat), complessi e intricati riff e ritmiche di chitarra supportate da pesanti linee di basso, assoli velocissimi e growl molto gutturale. George "Corpsegrinder" Fisher canta come ospite in Reincremation e Mass Obliteration.

## Tracce
1. Liege of Inveracity – 4:30
2. Effigy of the Forgotten – 3:50
3. Infecting the Crypts – 4:49
4. Seeds of the Suffering – 5:52
5. Habitual Infamy – 4:16
6. Reincremation – 2:54
7. Mass Obliteration – 4:32
8. Involuntary Slaughter – 3:02
9. Jesus Wept – 3:42

## Formazione
- Frank Mullen - voce
- Terrence Hobbs - chitarra
- Doug Cerrito - chitarra
- Josh Barohn - basso
- Mike Smith - batteria
- George "Corpsegrinder" Fisher - cori (nelle tracce 6 e 7)